# Muntogna da Schons
Muntogna da Schons (toponimo romancio) è un comune svizzero di 377 abitanti del Canton Grigioni, nella regione Viamala.

## Geografia fisica
Il comune si trova nello Schamserberg (toponimo tedesco; in romancio Muntogna da Schons), il versante sinistro dello Schams lungo il Reno Posteriore.

## Storia
Il comune di Muntogna da Schons è stato istituito il 1º gennaio 2021 con la fusione dei comuni soppressi di Casti-Wergenstein (a sua volta istituito nel 1923 con la fusione dei comuni soppressi di Casti e Wergenstein), Donat (che nel 2003 aveva inglobato il comune soppresso di Patzen-Fardün, istituito nel 1875 con la fusione dei comuni soppressi di Farden e Pazen), Lohn e Mathon; la sede municipale si trova a Farden.

## Geografia antropica

### Frazioni
Le frazioni di Muntogna da Schons sono:
- Casti-Wergenstein[4]
  - Casti[8]
  - Wergenstein[9]
- Donat[5]
  - Curscheglias
  - Patzen-Fardün
    - Farden[10]
    - Pazen[11]

  - Tscharvi
  - Turvasch
- Lohn[12]
- Mathon[13]